# Diocèse de Trois-Rivières
Le diocèse de Trois-Rivières (Dioecesis Trifluvianensis in Canada en latin) est un diocèse de l'Église catholique au Québec au Canada. Son siège épiscopal est la cathédrale de l'Assomption de Trois-Rivières. Il a été érigé canoniquement le 8 juin 1852 par le pape Pie IX. Il est suffragant de l'archidiocèse de Québec. Le 14 mars 2022, le pape François a nommé Martin Laliberté évêque de Trois-Rivières en remplacement de Luc Bouchard, qui avait démissionné le 25 janvier 2021  pour des raisons de santé.

## Description

Logo du diocèse de Trois-Rivières

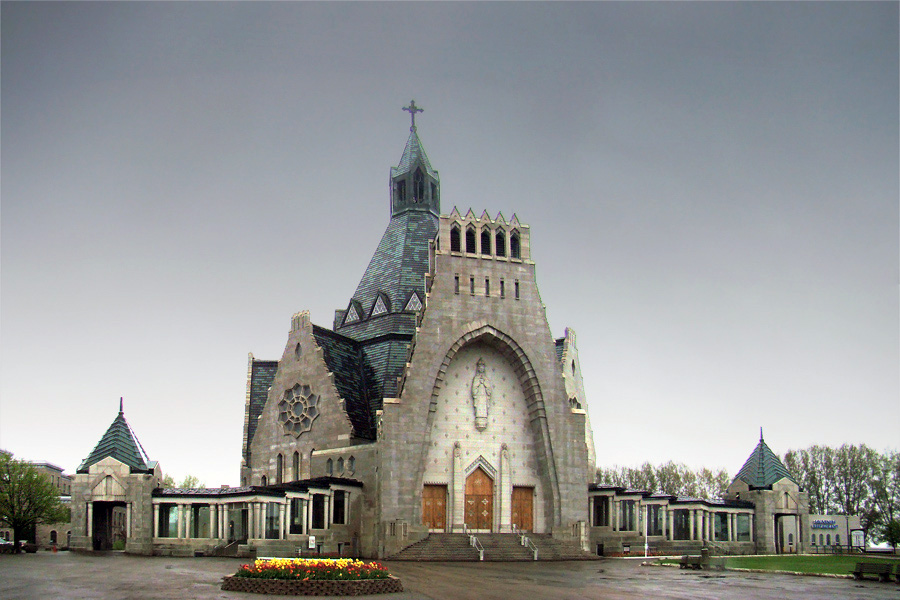
La basilique Notre-Dame-du-Cap du Cap-de-la-Madeleine

Le diocèse de Trois-Rivières est l'une des juridictions de l'Église catholique au Québec au Canada. Son siège épiscopal est la cathédrale de l'Assomption de Trois-Rivières,. Il est suffragant de l'archidiocèse de Québec,. Depuis le 2 février 2012, son évêque était Luc Bouchard,,,. Le 25 janvier 2021, le pape François a accepté sa démission en tant qu'évêque pour des raisons de santé. Pierre-Olivier Tremblay, qui était évêque auxiliaire depuis le 21 mai 2018, a été élu administrateur diocésain le 27 janvier 2021,,,.
Le territoire du diocèse de Trois-Rivières s'étend sur 34 956 km2,. En 2017, il est divisé en 62 paroisses,. En fait, il comprend plus ou moins le même territoire que la région de la Mauricie, à l'exception de la partie ouest de la ville de La Tuque et la réserve indienne d'Obedjiwan. Il est contigu au diocèse de Joliette au sud-ouest, au diocèse d'Amos au nord-ouest, au diocèse de Chicoutimi au nord, à l'archidiocèse de Québec à l'est et au diocèse de Nicolet au sud-est. Il compte 72 églises.
En 2017, le diocèse de Trois-Rivières comprend une population de 263 780 catholiques, soit plus de 96% de la population totale de son territoire, desservie par un total de 138 prêtres et 30 diacres permanents.
Le diocèse de Trois-Rivières comprend une basilique mineure, la basilique Notre-Dame-du-Cap située au Cap-de-la-Madeleine, depuis le 15 août 1964,.
Le saint patron du diocèse de Trois-Rivères est l'Assomption de Marie dont la fête est le 29 juin.

## Histoire

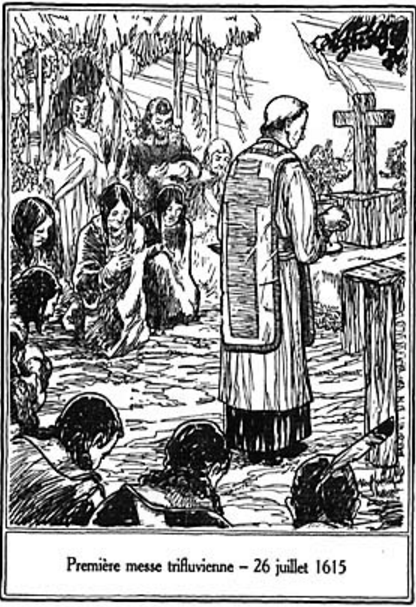
La première messe célébrée à Trois-Rivières

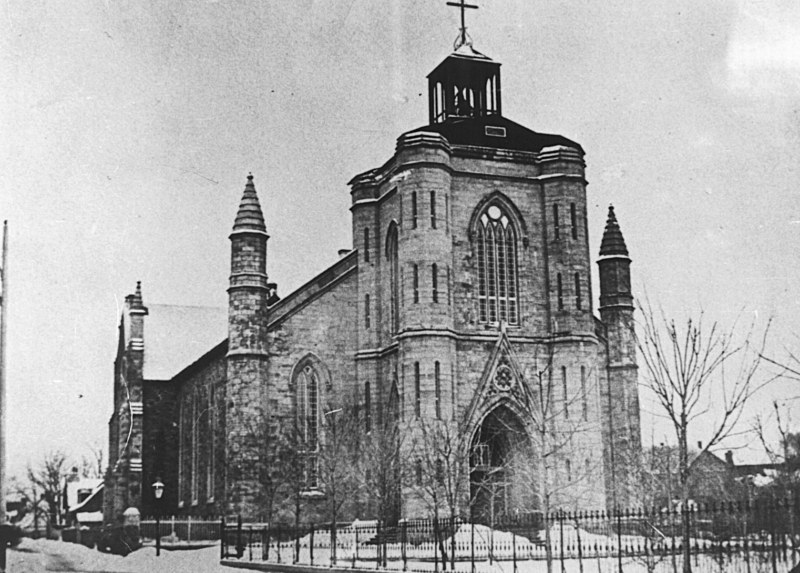
La cathédrale de l'Assomption en 1875

La première messe sur le territoire de Trois-Rivières fut célébrée le 26 juillet 1615 par le père récollet Denys Jamet. La paroisse de Trois-Rivières a été érigée canoniquement le 30 octobre 1678 et la construction d'une première église, mesurant 27 m de longueur et 8 m de largeur, fut alors entreprise par François Boivin, maître charpentier. Lorsque le père Sixe Le Tac prit la relève des travaux, cette église fut détruite pour faire place à une construction plus modeste, soit une église de 18 m par 8 m. Cette dernière fut inaugurée en 1692. En 1709, puisque l'ancienne église en bois tombait en ruine, une nouvelle église en pierre fut construite au même emplacement. Cette dernière fut terminée en 1713. En 1908, celle-ci fut détruite par les flammes lors du grand incendie de 1908 en même temps que plusieurs autres bâtiments de la vieille ville.
Le diocèse de Trois-Rivières a été érigé canoniquement le 8 juin 1852 par le pape Pie IX,,. Le même jour, le pape désigna l'abbé Thomas Cooke comme premier évêque, qui était curé de Trois-Rivières et grand-vicaire depuis 1835,,,,. Le 2 octobre 1852, Mgr Pierre-Flavien Turgeon, archevêque de Québec, adressa une lettre pastorale aux nouveaux diocésains annonçant la bonne nouvelle. Deux semaines plus tard, dans l'église paroissiale, Thomas Cooke était consacré évêque par Mgr Turgeon,. Le nouvel évêque demeura curé de Trois-Rivières encore sept ans, jusqu'en 1859, à cause du manque de prêtres. À cette époque, le territoire du diocèse de Trois-Rivières s'étendait jusqu'aux Cantons-de-l'Est. À sa création, le diocèse de Trois-Rivières comptait 39 paroisses, 51 prêtres et environ 90 000 catholiques. Le 16 mars 1854, Mgr Thomas Cooke lança le projet de construction d'une cathédrale. Celle-ci fut inaugurée le 29 septembre 1858 et comprenait un jeu d'orgue réalisé par Ovide Paradis et une cloche qui a été donnée par messieurs Turcotte et Larue.
Par la suite, le diocèse de Trois-Rivières perdit des parties de son territoire à trois reprises lors de l'érection de nouveaux diocèses : le diocèse de Sherbrooke le 28 août 1874, le vicariat apostolique de Pontiac, de nos jours le diocèse de Pembroke, le 11 juillet 1882 et le diocèse de Nicolet le 10 juillet 1885.
En septembre 1984, le diocèse de Trois-Rivières a reçu la visite du pape Jean-Paul II.
Le 31 mai 2007, le secteur de Parent, qui faisait appartenait auparavant au diocèse d'Amos, a été transféré au diocèse de Trois-Rivières.

## Évêques

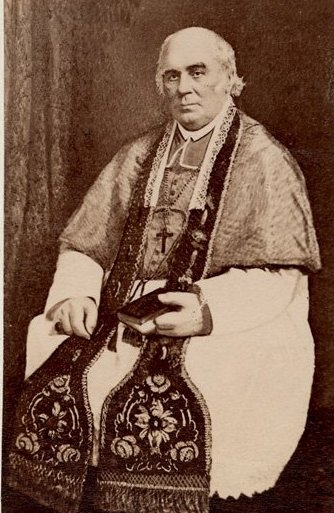
Thomas Cooke, premier évêque de Trois-Rivières

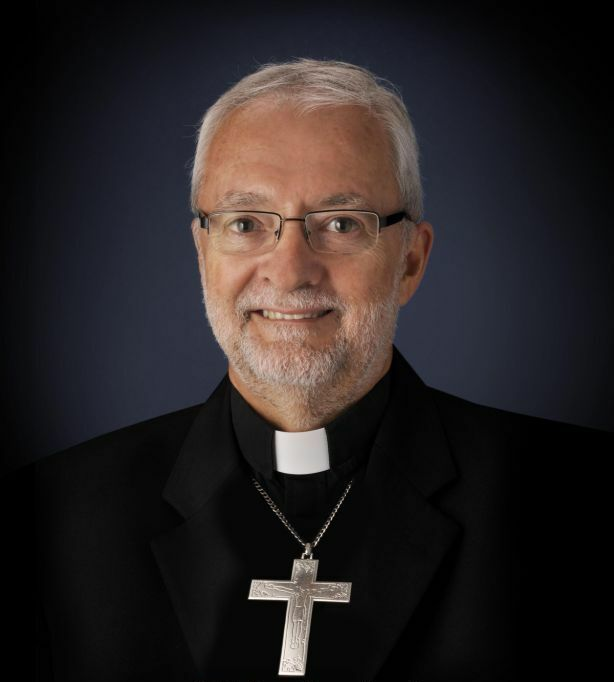
Luc Bouchard, évêque de Trois-Rivières de 2012 à 2021

| # | Nom                            | Dates                              |
| - | ------------------------------ | ---------------------------------- |
| 1 | Thomas Cooke                   | 8 juin 1852 - 30 avril 1870        |
| 2 | Louis-François Richer Laflèche | 30 avril 1870 - 14 juillet 1898    |
| 3 | François-Xavier Cloutier       | 8 mai 1899- 18 septembre 1934      |
| 4 | Alfred-Odilon Comtois          | 24 décembre 1934 - 26 août 1945    |
| 5 | Maurice Roy                    | 22 février 1946 - 2 juin 1947      |
| 6 | Georges-Léon Pelletier         | 26 juillet 1947 - 30 octobre 1975  |
| 7 | Laurent Noël                   | 8 novembre 1975 - 21 novembre 1996 |
| 8 | Martin Veillette               | 21 novembre 1996 - 2 février 2012  |
| 9 | Joseph Luc André Bouchard      | 2 février 2012 - 25 janvier 2021   |
| 9 | Martin Laliberté               | Depuis le 14 mars 2022             |

| Nom                            | Dates                            |
| ------------------------------ | -------------------------------- |
| Louis-François Richer Laflèche | 23 novembre 1866 - 30 avril 1870 |

| Nom                     | Dates                              |
| ----------------------- | ---------------------------------- |
| Alfred-Odilon Comtois   | 26 février 1926 - 24 décembre 1934 |
| Martin Veillette        | 17 octobre 1986 - 21 novembre 1996 |
| Pierre-Olivier Tremblay | Depuis le 21 mai 2018              |

## Vicaires généraux
Depuis le régime français jusqu'à la fondation du diocèse de Trois-Rivières en 1852, des vicaires généraux, dit des « grands vicaires », représentaient l'évêque de Québec dans les paroisses de la région trifluvienne.[réf. nécessaire]
1. Avant 1747 : À préciser[13]
2. 1747-1764 : L'abbé Joseph-François Perreault (1719-1774)
3. 1764-1788 : L'abbé Pierre Gareau dit Saint-Onge (1722-1795)
4. 1788-1796 : L'abbé Saint-Onge (jusqu'à son décès en 1795)[14] (incertain)
5. 1796-1834 : L'abbé François-Xavier Noiseux (1748-1834)
6. 1834-1835 : L'abbé Louis-Marie Cadieux (1785-1838)
7. 1835-1852 : L'abbé Thomas Cooke (1792-1870)[15]

## Forme juridique
Au plan du droit canonique, le diocèse de Trois-Rivières a été créé en vertu de la Bulle d'érection canonique proclamée par le pape Pie IX le 8 juin 1852,.
Au plan civil, le diocèse a été constitué le 8 juin 1852 en corporation à but non lucratif en vertu d'une loi du Canada à caractère privé (12 Victoria, chapitre 136, 1849) sous le nom de La Corporation épiscopale catholique romaine de Trois-Rivières, présidée par l'évêque et dont le secrétaire, en 2018, est l'économe diocésain. Son principal dirigeant en 2018 est le vicaire général. La corporation est inscrite au registre des entreprises du Québec, conformément à la Loi sur la publicité légale des entreprises (chapitre P-44.1). Quatre autres noms peuvent désigner cette corporation sur le plan légal : C.E.C.R. de T-R, Diocèse de Trois-Rivières, Évêché de Trois-Rivières et Évêque de Trois-Rivières. Cette corporation est la propriétaire, entre autres, de la cathédrale et de l'évêché de Trois-Rivières, ainsi que du mausolée des Évêques-de-Trois-Rivières situé au cimetière Saint-Michel. Elle est aussi l'employeur d'une partie du personnel diocésain, celui affecté à l'administration générale du diocèse, comme ceux qui exercent des fonctions dans les services du droit (chancellerie et archives), de l'administration (économat, vérification comptable) et des ressources humaines.
Pour sa part, la fonction de l'évêque a aussi été constituée le 3 octobre 1950 en corporation à membre unique en vertu de la Loi sur les évêques catholiques romains (RLRQ, C. E-17), sous le nom de L'Évêque catholique romain de Trois-Rivières. Son président est l'évêque et son principal dirigeant. en 2018. est le vicaire général. La corporation est aussi inscrite au registre des entreprises du Québec, conformément à la Loi sur la publicité légale des entreprises (chapitre P-44.1).
Par ailleurs, en vertu de la Loi sur les évêques catholiques romains (RLRQ, C. E-17), l'évêque a créé une corporation à but non lucratif chargée de la pastorale diocésaine sous le nom de L'Office diocésain de pastorale de Trois-Rivières, fondée en 1937 et incorporé en février 1941, et dirigée par un conseil d'administration composé de sept personnes. La corporation est inscrite au registre des entreprises du Québec, conformément à la Loi sur la publicité légale des entreprises (chapitre P-44.1). Elle est l'employeur d'une partie du personnel diocésain, celui affecté à la pastorale diocésaine, aux communications et aux services techniques.
Aucune de ces trois corporations n'est propriétaire d'une église paroissiale. Les églises et les presbytères paroissiaux sont la propriété des fabriques constituées en vertu du droit canonique et de la Loi sur les Fabriques.
Outre la corporation de l'Office diocésain de pastorale, dont il est parlé plus haut, constituée en 1941 (fondée en 1937) en vertu de la Loi sur les évêques catholiques romains (RLRQ, C. E-17) pour assumer une fonction d'animation du diocèse, d'autres corporations sont placées sous l'autorité de l'évêque :
- Séminaire de Trois-Rivières, corporation constituée le 19 mai 1860 en vertu de la Loi sur le Collège des Trois-Rivières (23 Victoria, chapitre 133)
- Grand Séminaire de Trois-Rivières (Séminaire Saint-Pie-X), constituée le 6 février 1961 en vertu de la Loi sur les évêques catholiques romains (RLRQ, C. E-17)
- Le Séminaire Sainte-Marie de Shawinigan, corporation constituée le 29 mars 1950 en vertu d'une loi du Québec à caractère privé
- Centre interdiocésain de formation en théologie et en pastorale pour les diocèses de Nicolet et Trois-Rivières (CIFO), corporation constituée le 7 octobre 2002 en vertu de la troisième partie de la Loi sur les compagnies (RLRQ, C. C-38)

## Subdivisions ecclésiastiques
Le territoire du diocèse de Trois-Rivières comprend le même territoire que la région de la Mauricie.
Le diocèse est subdivisé en paroisses et en unités pastorales. Les unités pastorales sont divisées en paroisses. Selon les orientations diocésaines présentées le 5 février 2017 dans le cadre du tournant missionnaire, les paroisses sont des «communautés de communautés», c'est-à-dire composées de communautés chrétiennes de proximité. Ce sont des communautés locales dont le territoire et les biens correspondent à ceux des anciennes paroisses qui existaient avant la fusion de 2018.
À compter du 1er janvier 2018, les 62 paroisses et cinq dessertes que comportait le diocèse de Trois-Rivières jusqu'en 2017 ont été regroupées pour former 14 paroisses, dont douze nouvelles paroisses.
- Paroisse Du-Bon-Pasteur, à Trois-Rivières, formée de la fusion des anciennes paroisses Immaculée-Conception, Jean-XIII, Saint-Vincent-de-Paul, Sainte-Catherine-de-Sienne et Saints-Martyrs-Canadiens.
  - L'ancienne paroisse de l'Immaculée-Conception avait été agrandie le 9 janvier 2002 par la fusion avec les anciennes paroisses Notre-Dame-des-Sept-Allégresses, Saint-François-d'Assise, Saint-Philippe et Sainte-Cécile. Depuis 2014, elle n'occupe plus la cathédrale de Trois-Rivières et les locaux adjacents à l'évêché qu'elle louait à la Corporation épiscopale catholique romaine de Trois-Rivières (CÉCR).
  - L'ancienne paroisse Saint-Vincent-de-Paul avait été créée le 9 janvier 2002 de la fusion des anciennes paroisses Saint-Jean-Baptiste-de-La-Salle, Saint-Laurent, Saint-Michel-des-Forges et Sainte-Thérèse-de-l'Enfant-Jésus.
  - L'ancienne paroisse Saints-Martyrs-Canadiens avait été créée le 9 janvier 2002 de la fusion des anciennes paroisses Saint-Jean-de-Brébeuf, Saint-Pie-X, Sainte-Marguerite-de-Cortone et Très-Saint-Sacrement.
  - La paroisse Du-Bon-Pasteur est propriétaire de cinq églises : Saint-Laurent, Saint-Michel-Archange (1931), Saint-Pie-X (1964), Sainte-Thérèse-de-l'Enfant-Jésus (1954) et Sainte-Catherine-de-Sienne (1963).
  - Les églises Saint-Philippe, Sainte-Cécile, Saint-François-d'Assise, Saint-Jean-Brébeuf, Sainte-Marguerite, Notre-Dame-des-Sept-Allégresses, Jean-XXIII et Saint-Sacrement ont été fermées, la première le 16 décembre 2007, la seconde le 1er juin 2008, la troisième le 8 juin 2008 et les cinq autres en 2020.
  - Située sur le territoire de cette paroisse, la Cathédrale appartient à la Corporation épiscopale catholique romaine de Trois-Rivières. Occupée conjointement par la paroisse Immaculée-Conception de 1862 à 2014, elle est redevenue une église sans paroisse en 2014.

- Paroisse Père-Frédéric, à Trois-Rivières, formée de la fusion des anciennes paroisses Père-Frédéric-Janssoone, Saint-Eugène, Saint-Odilon, Sainte-Famille et Sainte-Marie-Madeleine.
  - L'ancienne paroisse Père-Frédéric-Janssoone avait été créée le 21 novembre 2004 de la fusion des anciennes paroisses Saint-Louis-de-France et Sainte-Bernadette.
  - L'ancienne paroisse Sainte-Marie-Madeleine avait été agrandie le 21 novembre 2004 par la fusion avec les anciennes paroisses Saint-Gabriel-Archange et Saint-Lazare.
  - La paroisse Père-Frédéric est propriétaire de six églises : Saint-Gabriel-Archange (1973), Saint-Lazare (1929), Saint-Odilon (1957), Sainte-Bernadette (1970), Sainte-Famille (1967) et Saint-Louis-de-France (1902).
  - Les églises Sainte-Marie-Madeleine et Saint-Eugène ont été fermées, la première en 2012 et la seconde en 2017.
  - Situés sur le territoire de cette paroisse, la Basilique Notre-Dame-du-Cap et le Sanctuaire Notre-Dame-du-Cap appartiennent à la corporation Sanctuaire Notre-Dame-du-Cap. Formant un lieu de pèlerinage, elles ne sont pas des églises paroissiales.

- Paroisse Sainte-Marguerite-d‘Youville, à Shawinigan, formée de la fusion des anciennes paroisses Saint-Gérard-des-Laurentides et Sainte-Marguerite-d’Youville.
  - Avant 2000, il existait neuf paroisses dans l'ancienne ville de Shawinigan. Le 14 juillet 2000, elles ont été remplacées par deux paroisses : la paroisse Sainte-Marguerite-d'Youville regroupait les anciennes paroisses Assomption, Christ-Roi, Saint-Charles-Garnier, Saint-Marc, Sainte-Croix et Sainte-Hélène, tandis que la paroisse Jacques-Buteux regroupait les anciennes paroisses Saint-Bernard, Saint-Pierre et Sacré-Cœur. Le 16 octobre 2009, les deux paroisses Sainte-Marguerite-d'Youville et Jacques-Buteux ont été unifiées sous le vocable Sainte-Marguerite-d'Youville. Les églises Christ-Roi, Sainte-Croix, Sainte-Hélène ont été fermées le 18 avril 2004[18] et l'église Saint-Bernard a été fermée le 30 décembre 2005[19].

- Paroisse Notre-Dame-de-la-Joie, à Shawinigan et à Mont-Carmel, formée de la fusion des anciennes paroisses Notre-Dame-de-la-Présentation, Notre-Dame-du-Mont-Carmel, Saint-André, Saint-Sauveur et Sainte-Jeanne-d’Arc.

- Paroisse Sainte-Marie-de-l’Incarnation, à Shawinigan et à Grandes-Piles, formée de la fusion des anciennes paroisses Saint-Georges de Champlain, Saint-Jacques-des-Piles (Grandes-Piles), Saint-Jean-Baptiste-de-Grand-Mère, Saint-Jean-des-Piles, Saint-Paul, Saint-Théophile du Lac-à-la-Tortue et Sainte-Flore.

- Paroisse Saint-Martin-de-Tour, à La Tuque, formée de la fusion des anciennes paroisses Saint-Théodore (Trois-Rives, secteur Grande-Anse), Saint-Jean-Bosco (La Bostonnais), Saint-Hippolyte (La Tuque, secteur La Croche), Saint-Éphrem (La Tuque, secteur Lac-à-Beauce), Notre-Dame-des-Neiges (Lac-Édouard), Saint-Martin-de-Tours (La Tuque) et Saint-Zéphirin (La Tuque)
  - La paroisse Saint-Martin-de-Tours a été créée le 26 mars 2001 de la fusion des anciennes paroisses Saint-Jean-Bosco (La Bostonnais), Saint-Hippolyte (La Croche), Notre-Dame-des-Neiges (Lac-Édouard), Saint-Éphrem (Lac-à-Beauce), Marie-Médiatrice et Saint-Zéphirin.

- Dessertes :
  - Saint-Thomas de Parent
  - Wemotaci

- Paroisse Sainte-Élisabeth, dans la MRC des Chenaux, formée de la fusion des anciennes paroisses Saint-Prosper, Saint-Stanislas, Sainte-Anne-de-la-Pérade et Sainte-Geneviève-de-Batiscan.

- Paroisse Saint-Laurent-de-la-Moraine, dans la MRC des Chenaux, formée de la fusion des anciennes paroisses Notre-Dame-de-la-Visitation de Champlain, Saint-François-Xavier de Batiscan, Saint-Luc, Saint-Maurice et Saint-Narcisse.

- Paroisse Saint-François, dans la MRC de Mékinac, formée de la fusion des anciennes paroisses Saint-Joseph de Mékinac, Saint-Roch, Saint-Séverin, Saint-Timothée et Saint-Tite.

- Paroisse Saint-Cœur-de-Marie, dans la MRC de Mékinac, formée de la fusion des anciennes paroisses Notre-Dame-des-Anges, Saint-Adelphe, Saint-Éloi-les-Mines, Saint-Rémi du Lac-aux-Sables et Sainte-Thècle.

- Paroisse Saint-Frère-André, dans la MRC de Maskinongé, formée de la fusion des anciennes paroisses Saint-Antoine-de-Padoue de Louiseville, Saint-Joseph de Maskinongé, Saint-Édouard, Saint-Justin, Saint-Léon-le-Grand, Sainte-Angèle-de-Prémont et Sainte-Ursule.

- Paroisse Saint-Christophe, dans la MRC de Maskinongé, formée de la fusion des anciennes paroisses Saint-Alexis-des-Monts, Saint-Barnabé, Saint-Paulin, Saint-Sévère et Sainte-Anne-d’Yamachiche

- Paroisse Notre-Dame-de-l’Alliance, dans la MRC de Maskinongé et à Trois-Rivières, formée de la fusion des anciennes paroisses La visitation-de-la-Sainte-Vierge de Pointe-du-Lac (Trois-Rivières), Notre-Dame-des-Neiges de Charette, Saint-Boniface, Saint-Élie-de-Caxton, Saint-Étienne-des-Grès, Saint-Mathieu et Saint-Thomas-de-Caxton.

## Conseils et comités de l'évêque
L'évêque est assisté par les conseils et comités suivants :
- Bureau de coordination pastorale, composé de l'évêque, du vicaire général et de la personne coordonnatrice de la pastorale d'ensemble
- Table de concertation des services diocésains, qui regroupe l'évêque, le vicaire général, la personne directrice du Service de l'animation pastorale, le directeur du Service des ministères, le directeur du Service des ressources humaines, la directrice du Service des communications, le chancelier et l'économe diocésain
- Conseil presbytéral
- Collège des consulteurs
- Conseil diocésain de pastorale
- Conseil pour les affaires économiques
- Conseil de l'évêque sur les immobilisations des fabriques
- Comité des nominations
- Comité de l'Ordonnance sur les tarifs
- Comité de traitement des plaintes contre le harcèlement psychologique
- Comité de révision et de mise à jour de l'Ordonnance concernant le statut et les conditions de travail des agentes et agent de pastorale laïques en paroisse
- Comité de révision et de mise à jour du Règlement sur les mandats pastoraux
- Cas d'abus sexuels

## Congrégations religieuses dans l'histoire du diocèse

### Congrégations actuelles
En 2020, le diocèse de Trois-Rivières compte 19 instituts de vie consacrée et sociétés de vie apostolique (congrégations religieuses).
- Carmes déchaux (o.c.d.) depuis 2004
- Carmélites déchaussées (o.c.d.) depuis 1929
- Compagnie de Sainte-Ursule ou Ursulines séculières
- Dominicaines de la Trinité (o.p.), dites autrefois Dominicaines du Rosaire, depuis 1902
- Filles de Jésus (f.j.) depuis 1902
- Filles de Saint-Paul (f.s.p.) depuis 1994
- Franciscains (o.f.m.) depuis 1888
- Frères de l'Instruction chrétienne[Lequel ?] (f.i.c.) depuis 1892
- Frères de Saint-Gabriel (f.s.g.) depuis 1894
- Institut séculier Les Oblates missionnaires de Marie-Immaculée (o.m.m.i.) depuis 1952
- Jésuites (s.j.) depuis 1634
- Missionnaires des Saints Apôtres (m.s.a.)
- Moniales Dominicaines (o.p.)
- Oblats de Marie-Immaculée (o.m.i.) depuis 1902
- Ordre des vierges consacrées
- Sœurs de l'Assomption de la Sainte Vierge (s.a.s.v.) depuis 1873
- Sœurs de la Providence[Lequel ?] (s.p.) depuis 1864
- Ursulines de l'union canadienne (o.s.u.) depuis 1697
- Voluntas Dei (i.v.Dei) depuis 1958

### Congrégations qui ont quitté le diocèse
- Clercs de Saint-Viateur (c.s.v.)
- Congrégation de Notre-Dame de 1661 à 1788, puis de 1852 à ...
- Dominicains (o.p.) depuis 1942
- Eudistes (c.j.m.)
- Fraternité sacerdotale Saint-Pierre (c.f.s.) depuis 1929
- Frères Charron de 1720 à 1736
- Frères de la Charité de 1947 à ...
- Frères des Écoles chrétiennes (f.é.c.) de 1844 à ...
- Frères du Sacré-Cœur (f.s.c.) de 1887 à ...
- Frères Hospitaliers de Saint-Jean-de-Dieu de 1955 à ...
- Frères Maristes (f.m.s.) de 1911 à ...
- Institut Notre-Dame-du-Bon-Conseil de Montréal (s.b.c.)
- Institut Présence et Vie
- Institut séculier de l'Œuvre du Cénacle de 1954 à ...
- Oblates de Béthanie (c.o.b.) de 1933 à ...
- Missionnaires de l'Immaculée Conception (m.i.c.) de 1926 à ...
- Montfortains (s.m.n.) depuis 2009
- Société des missions africaines de 1951 à ...
- Pères du Saint-Sacrement (s.s.s.), établis en 1938 et partis en ...
- Petites Sœurs de la Sainte Famille (p.s.s.f.) depuis 1904
- Récollets de 1615 à 1634, puis de 1671 à 1800
- Rédemptoristes (C.Ss.R.)
- Religieux de Saint-Vincent-de-Paul (r.s.v.) de 1951 à ..., puis depuis 2003
- Servantes de Jésus-Marie (s.j.m.) de 1927 à ...
- Servantes du Saint Cœur de Marie (s.s.c.m.) depuis 1900
- Servites de Marie (o.s.m.)
- Société de Marie-Réparatrice (s.m.r.) de 1921 à ...
- Société des missionnaires d'Afrique (m.afr.) depuis 1950
- Adoratrices du Très Précieux Sang (a.p.s.) de 1889 à 2008
- Sœurs de la charité de Saint-Louis (s.c.s.l.) de 1925 à 2009
- Sœurs de la charité d'Ottawa (s.c.o.), dites autrefois Sœurs Grises-de-la-Croix, depuis 1878
- Sœurs de saint François d'Assise de Lyon (s.f.a.)
- Sœurs de Sainte Jeanne d'Arc (s.j.a.) de 1948 à ...
- Sœurs Grises (s.g.m.) de 1913 à ...
- Sœurs de la Miséricorde de Montréal de 1943 à ...
- Sœurs de Notre-Dame-Auxiliatrice de 1948 à ...
- Sœurs Notre-Dame Auxiliatrice (n.d.a.) depuis 1968
- Sœurs des saints Noms de Jésus et de Marie de 1921 à ...
- Sœurs du Bon-Pasteur de Québec (s.c.i.m.) de 1870 à 2006
- Sulpiciens de 1666 à 1668

## Statistiques
|                              | 2017          | 2016          | 2009          | 2008          | 2007         | 1988          | 1987         | 1961    | 1960    | 1952    |
| ---------------------------- | ------------- | ------------- | ------------- | ------------- | ------------ | ------------- | ------------ | ------- | ------- | ------- |
| Généralités                  |               |               |               |               |              |               |              |         |         |         |
| Superficie                   | 34 956,61 km2 | 34 956,91 km2 | 34 956,61 km2 | 34 956,91 km2 | --           | 27 228,06 km2 | --           | --      | --      | --      |
| Paroisses                    | 62            | 62            | 63            | 64            | 64           | 85            | 85           | 78      | 78      | 73      |
| Dessertes                    | 5             | 5             | 4             | 4             | 4            | 9             | 9            | 12      | 12      | 11      |
| Population catholique        | 231 136       | 229 805       | 245 108       | 245 941       | 232 458      | 255 675       | 253 642      | 229 700 | 225 354 | 193 661 |
| Population non catholique    | 3 271         | 8 109         | 3 166         | 2 711         | 3 391        | 3 660         | 3 679        | 3 615   | 3 870   | 4 493   |
| Population totale            | 234 407       | 237 694       | 248 274       | 248 652       | 235 849      | 259 335       | 257 321      | 233 315 | 229 224 | 198 154 |
| Baptêmes                     | 1 257 (2016)  | 1 253 (2015)  | 1 709 (2008)  | 1 764 (2007)  | 1 706 (2006) | 2 883 (1987)  | 3 011 (1986) | 5 585   | 6 083   | --      |
| Mariages                     | 111 (2016)    | 136 (2015)    | 228 (2008)    | 281 (2007)    | 252 (2006)   | 930 (1987)    | 982 (1986)   | 1 719   | 1 775   | --      |
| Sépultures                   | 1 771 (2016)  | 2 073 (2015)  | 1 955 (2008)  | 1 977 (2007)  | 1 684 (2006) | 1 980 (1987)  | 2 145 (1986) | 1 699   | 1 751   | --      |
| Funérailles                  | 934 (2016)    | 989 (2015)    | 1 685 (2008)  | 1 788 (2007)  | 1 706 (2006) | --            | --           | --      | --      | --      |
| Clergé                       |               |               |               |               |              |               |              |         |         |         |
| Prêtres séculiers            | 67            | 71            | 93            | 96            | 100          | 178           | 181          | 285     | 280     | 251     |
| Prêtres PMÉ                  | 9             | 12            | 14            | 15            | 14           | --            | --           | --      | --      | --      |
| Séminaristes                 | 1             | 1             | 1             | 2             | 2            | 7             | 10           | 39      | 44      | --      |
| Diacres ordonnés             | 34            | 36            | 31            | 31            | 29           | 15            | 15           | 0       | 0       | 0       |
| Diacres candidats            | 5             | 2             | 3             | 2             | 5            | 10            | 10           | 0       | 0       | 0       |
| Instituts Religieux (Pères)  |               |               |               |               |              |               |              |         |         |         |
| Communautés                  | 7             | 7             | 9             | 8             | 8            | 8             | 8            | 13      | 13      | --      |
| Résidences                   | 8             | 8             | 13            | 13            | 13           | --            | --           | 63      | 63      | --      |
| Membres                      | 49            | 50            | 63            | 64            | 70           | 101           | 100          | 104     | 105     | 93      |
| Instituts Religieux (Frères) |               |               |               |               |              |               |              |         |         |         |
| Communautés                  | 8             | 8             | 8             | 7             | 7            | 11            | 11           | 13      | 13      | 12      |
| Résidences                   | 12            | 12            | 15            | 15            | 13           | 29            | 30           | 63      | 63      | 49      |
| Membres                      | 52            | 44            | 65            | 68            | 70           | 185           | 185          | 434     | 393     | 548     |
| Instituts Religieux (Sœurs)  |               |               |               |               |              |               |              |         |         |         |
| Communautés                  | 11            | 11            | 12            | 13            | 14           | 20            | 20           | 22      | 23      | 22      |
| Résidences                   | 25            | 29            | 38            | 42            | 44           | 94            | 97           | 130     | 130     | 108     |
| Membres                      | 311           | 304           | 404           | 416           | 464          | 1 021         | 1 055        | 1 836   | 1 867   | 1 728   |
| Instituts Séculiers          |               |               |               |               |              |               |              |         |         |         |
| Instituts - Hommes           | 1             | 1             | 1             | 1             | 1            | 1             | 1            | --      | --      | --      |
| Membres - Hommes             | 5             | 4             | 5             | 5             | 6            | 7             | 7            | --      | --      | --      |
| Instituts - Femmes           | 3             | 4             | 3             | 3             | 3            | 1             | 1            | --      | --      | --      |
| Membres - Femmes             | 46            | 53            | 70            | 69            | 71           | 81            | 78           | --      | --      | --      |
| Vierges consacrées           | 3             | 3             | 1             | 1             | 1            | --            | --           | --      | --      | --      |
| Sociétés de vie apostolique  |               |               |               |               |              |               |              |         |         |         |
| Communautés                  | 2             | 2             | 2             | 2             | 2            | --            | --           | --      | --      | --      |
| Résidences                   | 2             | 2             | 2             | 2             | 2            | --            | --           | --      | --      | --      |
| Membres                      | 2             | 2             | 2             | 3             | 2            | --            | --           | --      | --      | --      |

## Galerie

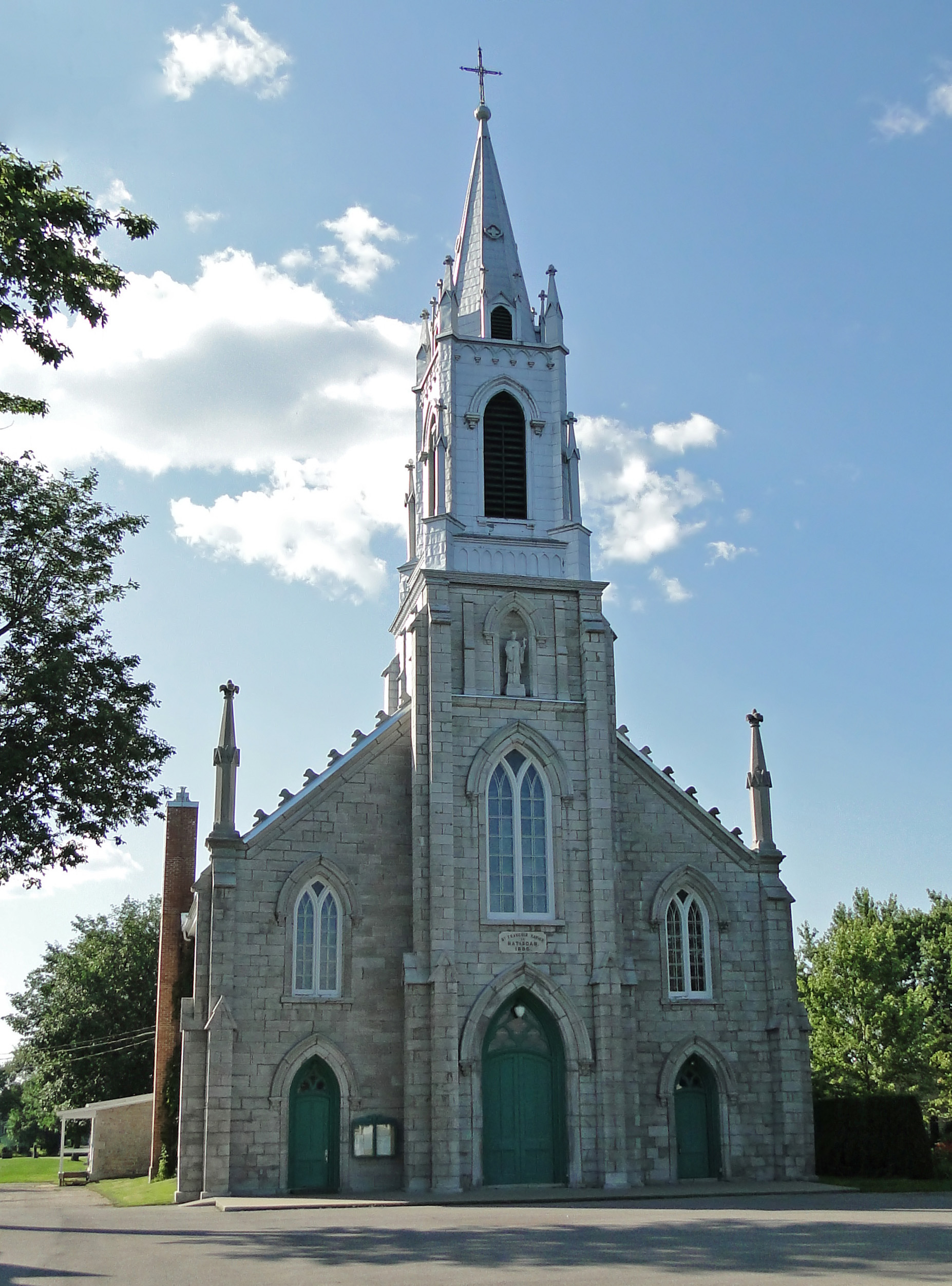
L'église Saint-François-Xavier de Batiscan
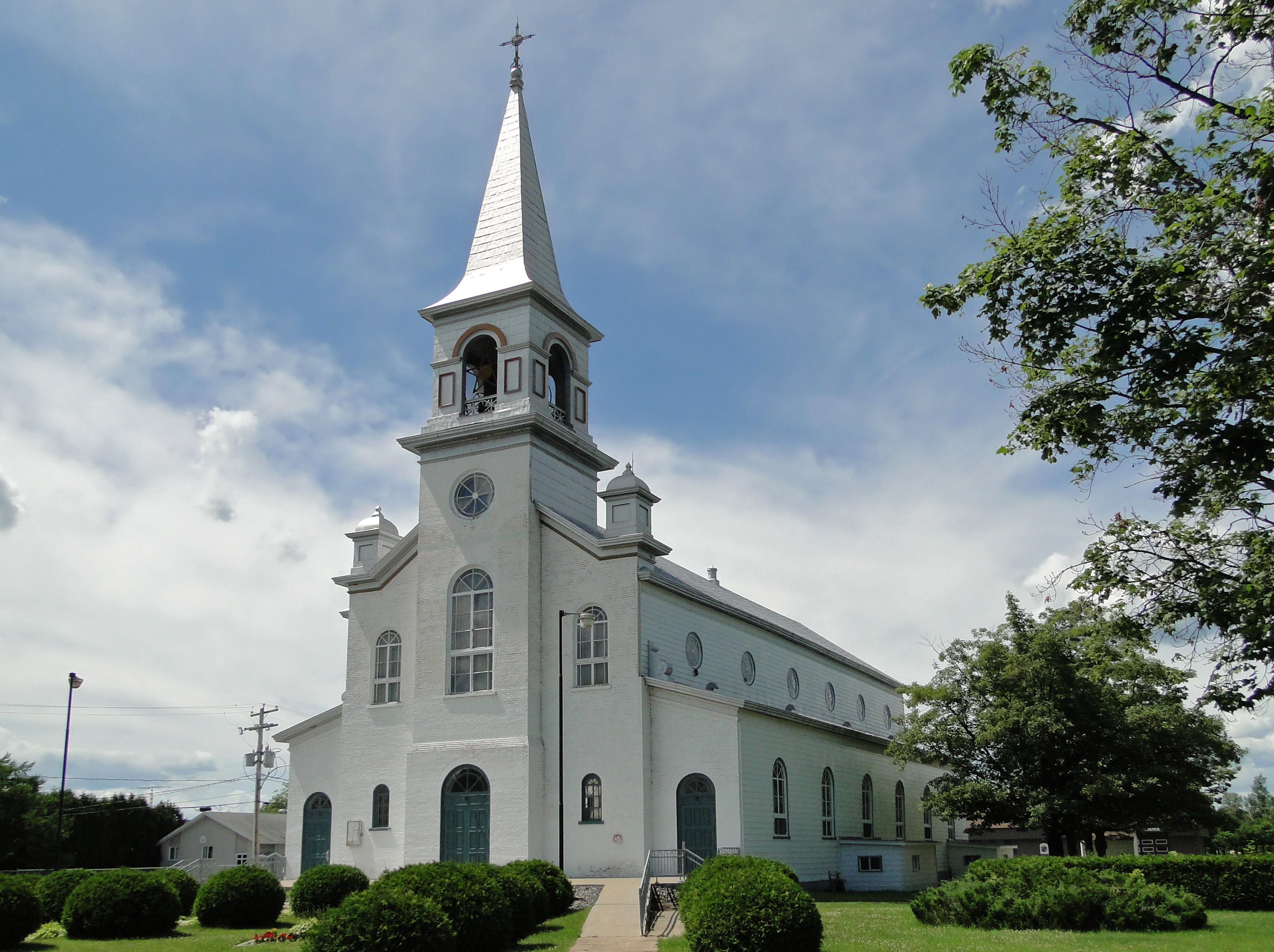
L'église Notre-Dame-des-Neiges de Charette
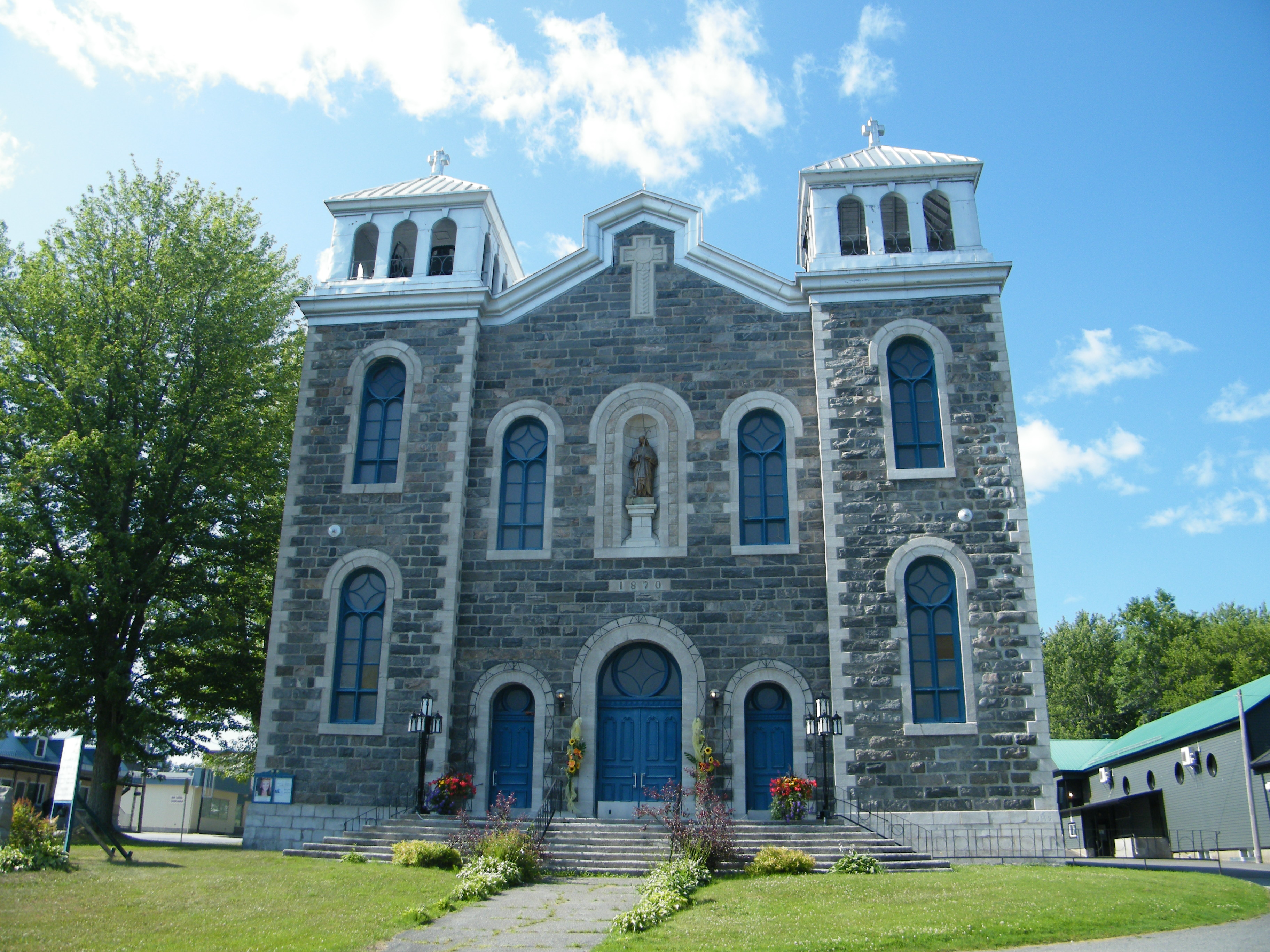
L'église Sainte-Geneviève de Sainte-Geneviève-de-Batiscan
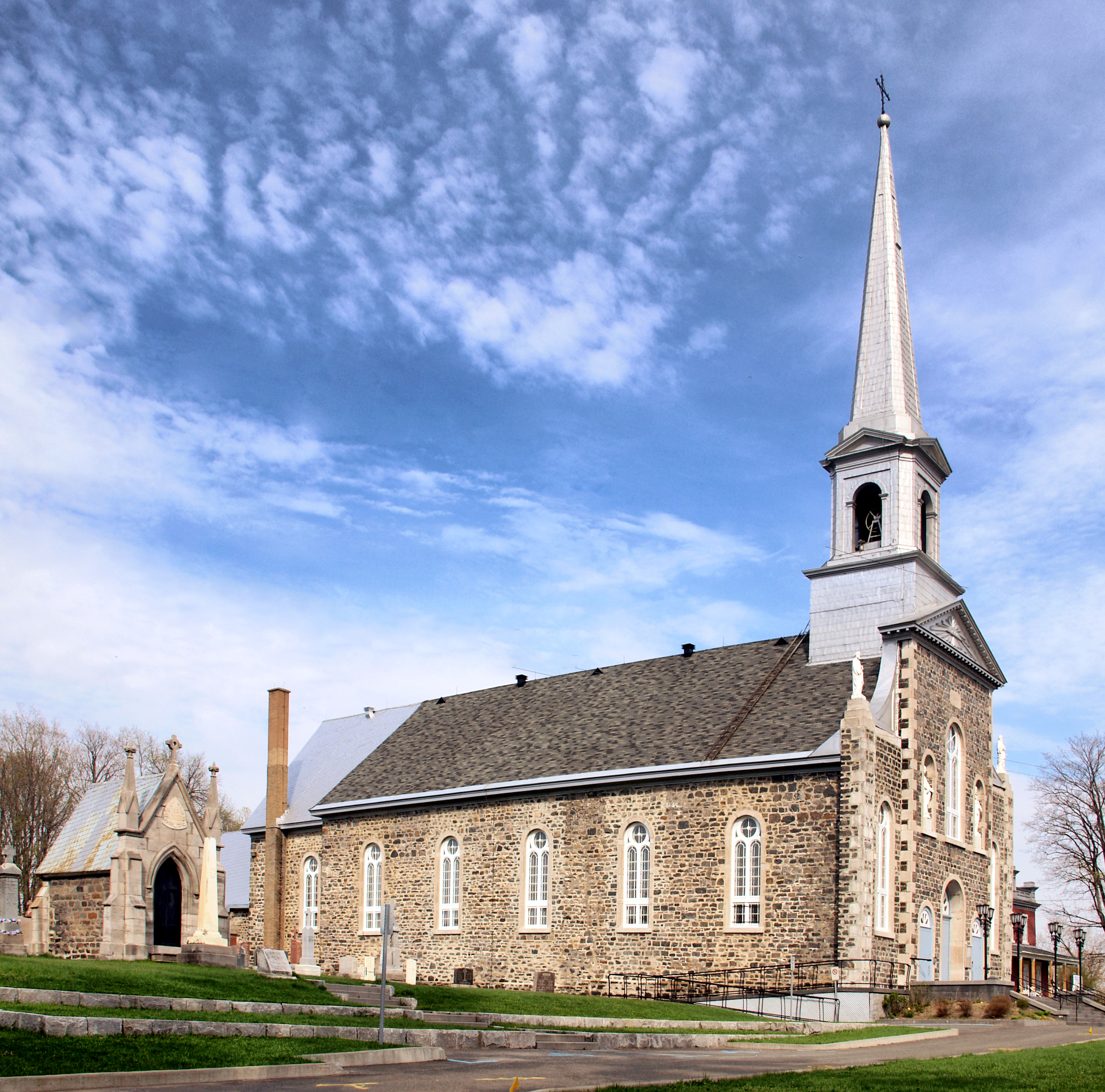
L'église La Visitation-de-la-Sainte-Vierge de Pointe-du-Lac
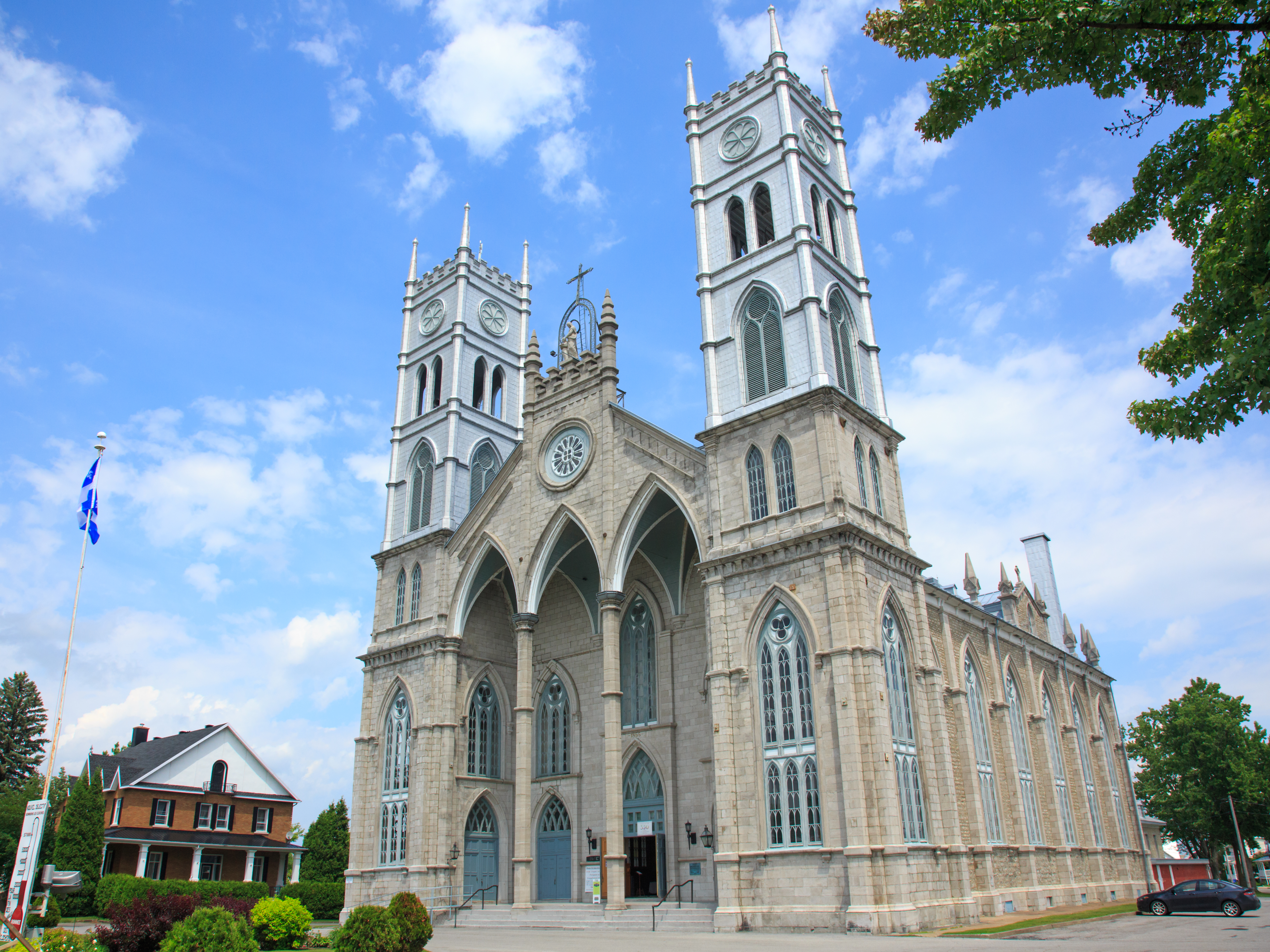
L'église Sainte-Anne de Sainte-Anne-de-la-Pérade
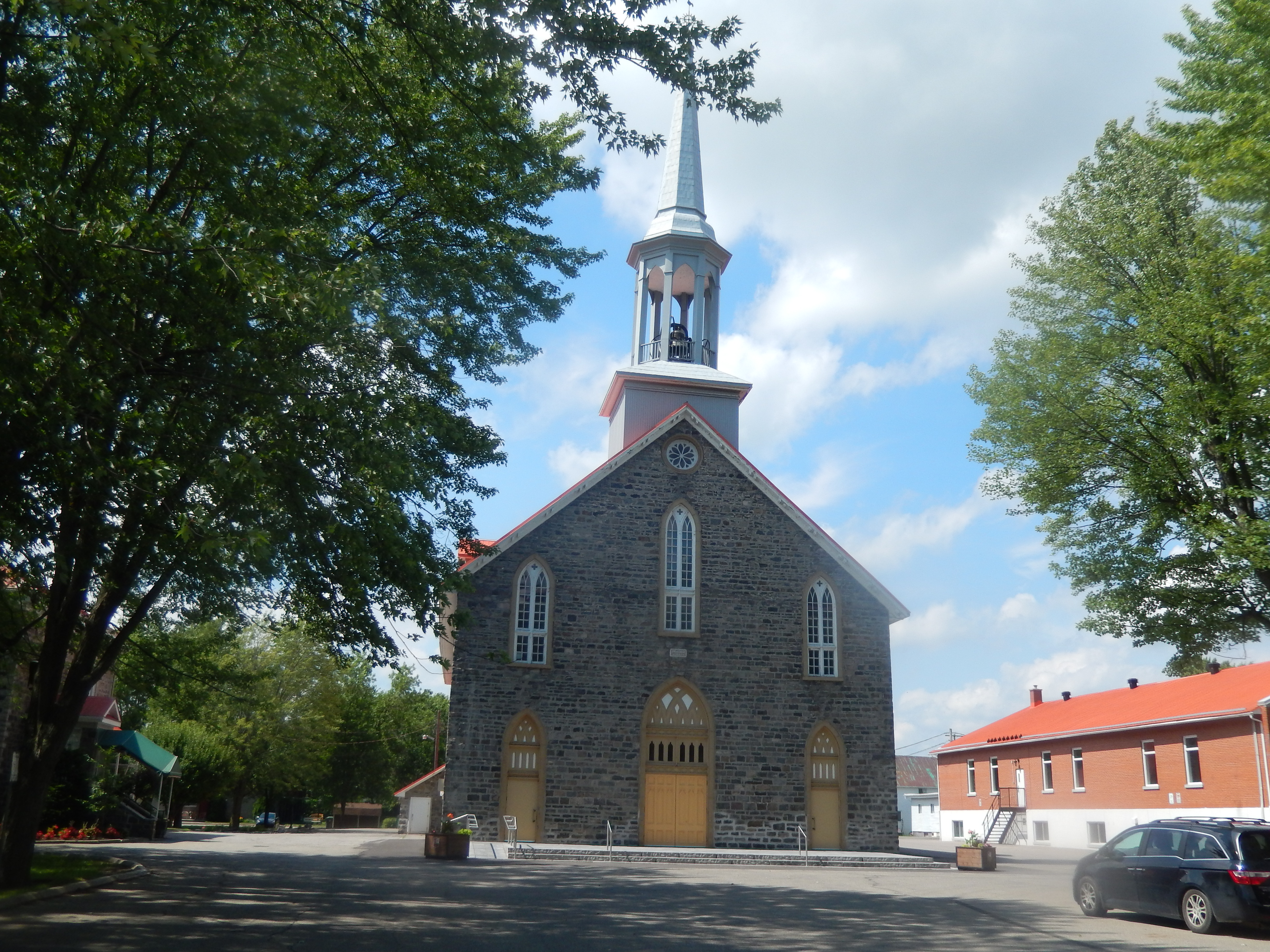
L'église Saint-Maurice de Saint-Maurice
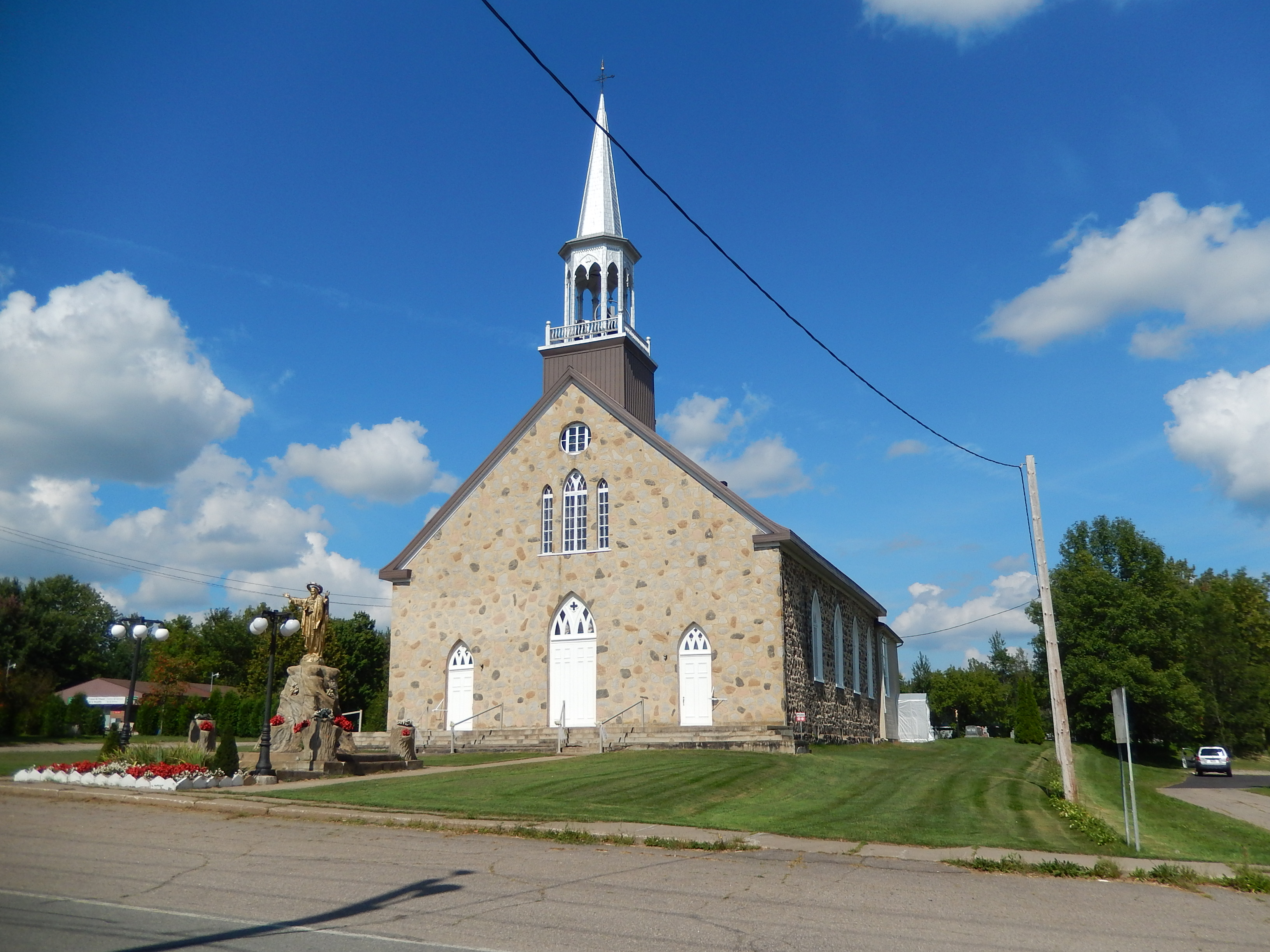
L'église Saint-Sévère de Saint-Sévère
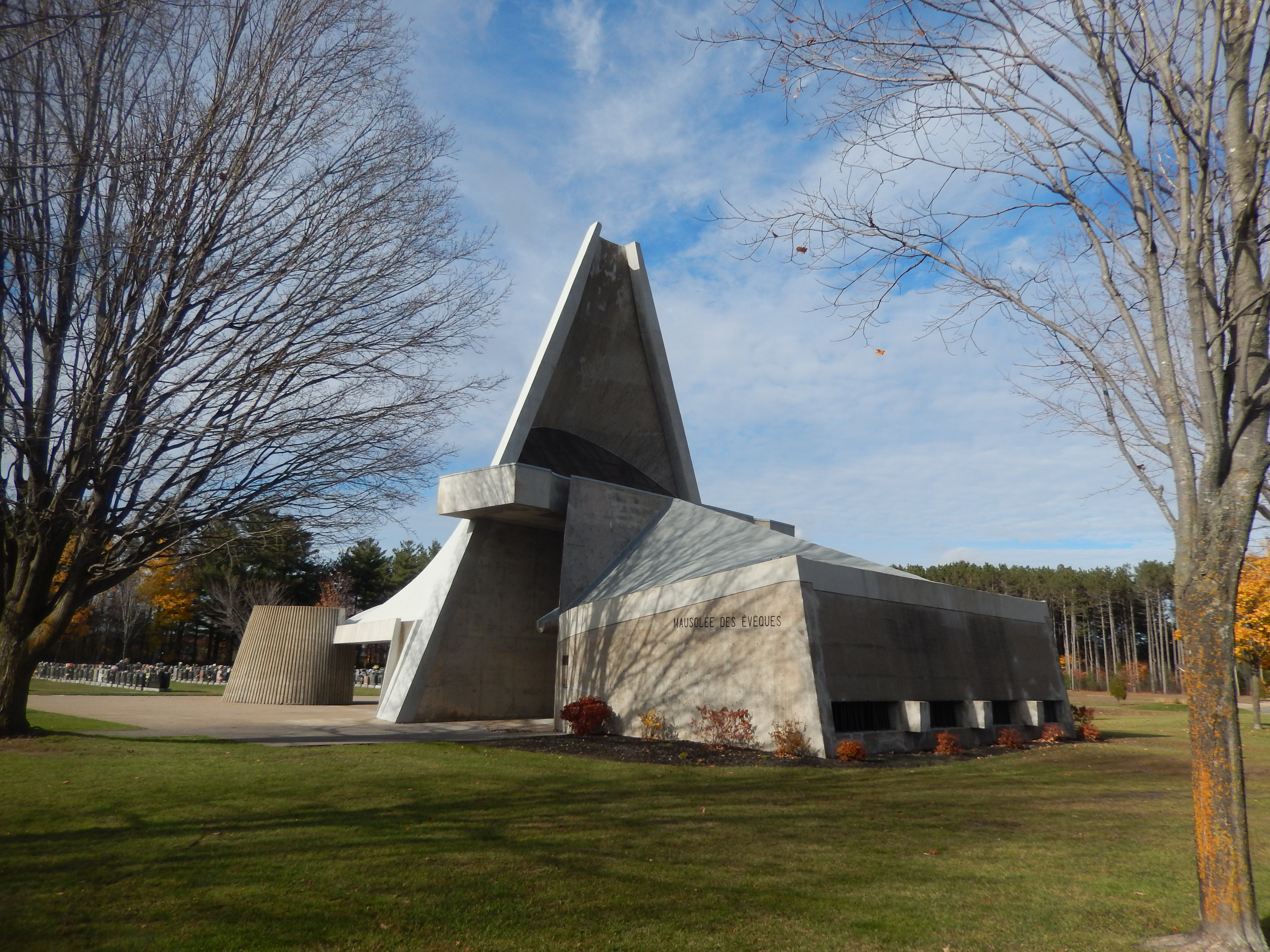
Le mausolée des Évêques-de-Trois-Rivières